# Mikrocertifikát
Mikrocertifikát (anglicky micro-credential) je forma osvědčení, která držitelům umožňuje prokázat konkrétní znalosti a dovednosti získané v rámci vzdělávacího programu malého rozsahu (například krátkého kurzu nebo školení).

## Charakteristika mikrocertifikátů
Mikrocertifikáty pomáhají jednotlivcům v lepší adaptaci na proměnlivý pracovní trh, který je ovlivněn neustálým technologickým rozvojem. Prostřednictvím upskillingu (rozvoje stávajících dovedností) a reskillingu (získávání nových dovedností) reagují na aktuální požadavky trhu práce a jsou přenositelné mezi institucemi a zaměstnavateli. Tato vlastnost poskytuje držitelům flexibilitu v profesním rozvoji a podporuje jejich konkurenceschopnost na trhu práce. Důležitým aspektem mikrocertifikátů je zajištění jejich kvality a důvěryhodnosti. Toho se dosahuje prostřednictvím přísných standardů kvality, které zahrnují poskytování detailních informací o držiteli certifikátu, výsledcích učení, metodách hodnocení a úrovni kvalifikace. Tyto informace jsou nezbytné pro ověření pravosti a platnosti mikrocertifikátu, což je zásadní pro uznání a mobilitu v rámci vzdělávacího prostoru.

## Typy mikrocertifikátů
Digitální odznaky – vizuálně reprezentují získání určité dovednosti nebo znalosti po úspěšném dokončení vzdělávacího programu.
Odborné nebo průmyslové mikrocertifikáty – potvrzují, že má držitel nezbytné znalosti a dovednosti pro vykonávání určité práce a jsou spojeny s konkrétní profesní dráhou nebo odvětvím.
Massive open online courses (MOOCs) – jsou přístupné široké veřejnosti a poskytují vzdělávací kurzy prostřednictvím online platforem.
Kurzy menšího rozsahu – jsou vyučovány univerzitními fakultami v krátkém časovém období za účelem získání nebo rozšíření konkrétních dovedností a jsou často zařazeny do programů celoživotního vzdělávání.

## Mikrocertifikáty ve vysokoškolském vzdělávání
Vysokoškolské instituce využívají mikrocertifikáty jako doplňkovou formu vzdělávání. Studentům poskytují možnost rozšíření kvalifikací a větší flexibilitu ve výběru vzdělávacího obsahu, který nejlépe odpovídá jejich profesním cílům a potřebám. Na rozdíl od tradičních vysokoškolských studijních programů, které obvykle pokrývají širokou škálu znalostí a vyžadují delší studijní období, se mikrocertifikáty zaměřují na konkrétní dovednosti a jsou strukturovány do kratších vzdělávacích programů. Tento přístup umožňuje studentům rychle a efektivně získat specifické dovednosti, což je klíčové pro jejich úspěch v dnešním neustále se měnícím pracovním prostředí.

## Mikrocertifikáty v Evropské unii
V roce 2020 zveřejnila Evropská komise dokument s názvem „A European approach to micro-credentials” jako reakci na stále rostoucí potřebu celoživotního vzdělávání s ohledem na dynamické proměny trhu práce, strukturální proměny ekonomiky a rychlý technologický a společenský rozvoj. Mikrocertifikáty představují nový pohled na rekvalifikační kurzy a další formy celoživotního vzdělávání, které mají podle dokumentu Evropské komise z roku 2020 směřovat k získání jednotného mezinárodního rámce a uznání i v zahraničí.
Evropská unie prezentuje mikrocertifikáty jako flexibilní a cílený způsob podpory rozvoje a dokumentace znalostí, dovedností a kompetencí pro profesní i osobní život jednotlivců. Zdůrazňuje potřebu rozvoje a využívání mikrocertifikátů v soudržném způsobu mezi členskými státy, zúčastněnými stranami a poskytovateli vzdělávání.

### Zásady pro koncipování a vydávání mikrocertifikátů
Rada Evropské unie stanovila deset principů pro tvorbu a vydávání mikrocertifikátů. Tyto principy podtrhují základní charakteristiky evropského přístupu k mikrocertifikátům. Zahrnují kvalitu, transparentnost, relevantnost, odůvodněné hodnocení, způsoby vzdělávání, uznávání, přenositelnost, zaměření na účastníka vzdělávání, autentičnost a informace a poradenství. Cílem těchto zásad je zajistit důvěryhodnost a kvalitu mikrocertifikátů.
1. Kvalita – kontrola probíhá buď uvnitř organizace, která certifikáty vydává, nebo také externě od jiných odborníků nebo organizací. Proces kontroly kvality musí být přizpůsoben konkrétním potřebám a očekáváním lidí, kteří certifikát získávají a také těch, kteří se na jeho tvorbě podílejí. Je důležité, aby byly tyto postupy pro kontrolu kvality jasně popsané a snadno dostupné pro všechny zúčastněné strany.[6]
2. Transparentnost – mikrocertifikáty zahrnují jasné informace o výsledcích učení, objemu práce, obsahu, úrovni a nabídce vzdělávání.[6]
3. Relevantnost – mikrocertifikáty potvrzují konkrétní dovednosti nebo znalosti, které jedinec získá za absolvování vzdělávacího programu malého rozsahu. Je důležitá spolupráce mezi organizacemi poskytujícími vzdělávání, zaměstnavateli, sociálními partnery a uživateli mikrocertifikátů, aby bylo zajištěno, že odpovídají potřebám trhu práce.[6]
4. Odůvodněné hodnocení – výsledky učení jsou hodnoceny na základě jasně definovaných kritérií, která jsou zpřístupněna veřejnosti.[6]
5. Způsoby vzdělávání – mikrocertifikáty jsou navrženy tak, aby podporovaly flexibilní vzdělávací možnosti, včetně schopnosti potvrdit, uznat a kombinovat mikrocertifikáty z různých zdrojů.[6]
6. Uznávání  – mikrocertifikáty jsou uznávány podle evropských standardů a pravidel pro jejich vytváření. Uznávají je příslušné orgány pro akademické účely, pro účely odborné přípravy nebo zaměstnání.[6]
7. Přenositelnost – mikrocertifikáty vlastní držitel certifikátu, který je snadno ukládá a sdílí, například s využitím zabezpečené digitální peněženky jako je Europass. Toto ukládání je prováděno tak, aby bylo v souladu s pravidly ochrany osobních údajů.[6]
8. Zaměření na účastníka vzdělávání – mikrocertifikáty jsou navrhovány tak, aby naplňovaly potřeby cílové skupiny účastníků vzdělávání. Účastníci jsou zapojeni do procesu zajišťování kvality a jejich zpětná vazba je zohledňována v rámci neustálého zlepšování mikrocertifikátů.[6]
9. Autentičnost – mikrocertifikáty obsahují údaje, které umožňují zjistit, kdo je držitelem certifikátu, kdo ho vydal, kdy a kde byl certifikát vydán a jaký je právní status této organizace.[6]
10. Informace a poradenství – informace a poradenství týkající se mikrocertifikátů jsou začleněné do poradenských služeb v oblasti celoživotního vzdělávání. Tyto informace jsou dostupné co nejširší skupině účastníků vzdělávání a podporují výběr různých vzdělávacích možností, odborné přípravy a zaměstnání.[6]

## Přínosy mikrocertifikátů
Mikrocertifikáty poskytují široké spektrum výhod pro různé skupiny, včetně studentů, vzdělávacích institucí, zaměstnavatelů a vlád. Studenti získávají přístup k rychlému a cenově dostupnému vzdělávání, které je přímo zaměřené na rozvoj dovedností požadovaných na trhu práce. Vzdělávací instituce využívají mikrocertifikáty jako nový zdroj příjmů a prostředek k vyhovění potřebám trhu práce. Zaměstnavatelé získávají nástroj pro efektivnější nábor na základě kompetencí kandidátů, což jim pomáhá vybírat pracovníky s přesně definovanými a potřebnými dovednostmi. Pro vlády představují mikrocertifikáty prostředek k posílení pracovní mobility a adaptability občanů.